# Yuki Kobayashi (fotbollsspelare född 1988)
Yuki Kobayashi (小林 裕紀 Kobayashi Yuki?), född 18 oktober 1988 i Kanagawa prefektur, är en japansk fotbollsspelare.
Kobayashi började sin karriär 2011 i Júbilo Iwata. Han spelade 96 ligamatcher för klubben. 2014 flyttade han till Albirex Niigata. Efter Albirex Niigata spelade han för Nagoya Grampus och Oita Trinita.